# Cantone di Secondigny
Il Cantone di Secondigny era una divisione amministrativa dell'arrondissement di Parthenay.
A seguito della riforma approvata con decreto del 18 febbraio 2014, che ha avuto attuazione dopo le elezioni dipartimentali del 2015, è stato soppresso.

## Composizione
Comprendeva i comuni di:
- Allonne
- Azay-sur-Thouet
- Neuvy-Bouin
- Pougne-Hérisson
- Le Retail
- Saint-Aubin-le-Cloud
- Secondigny
- Vernoux-en-Gâtine